# Budoradz, Lubusz
Budoradz - (germană Buderose, în Limba sorabă: Budoraz) este un sat în Polonia, situat în Voievodatul Lubusz, în județul Krosno, în orașul Gubin. În anii 1975-1998 cătunul aparținea administrativ de Zielona Gora.
În sat există rămășițele unui fost cimitir al prizonierilor de război ruși din perioada primului război mondial. În cimitir au fost înmormântați 564 de soldați, 266 ruși, 61 italieni, francezi 22, 21 englezi, un polonez și 161 de civili belgieni. In centrul cimitirului era un monument cu o înălțime de aproximativ 3 m cu emblema națională pe partea de sus a lui era o sferă, și o cruce. Pe fiecare parte a monumentului a fost gravată inscripția în limba rusă, germană, franceză și engleză: "În memoria camarazilor noștri căzuți care și-au pierdut viața în Primul Război Mondial. Fie ca sufletele lor să trăiască în pace ". Stadiul actual - complet distrus. Monumentul a existat încă de la al doilea război mondial.

## Galerie imagini

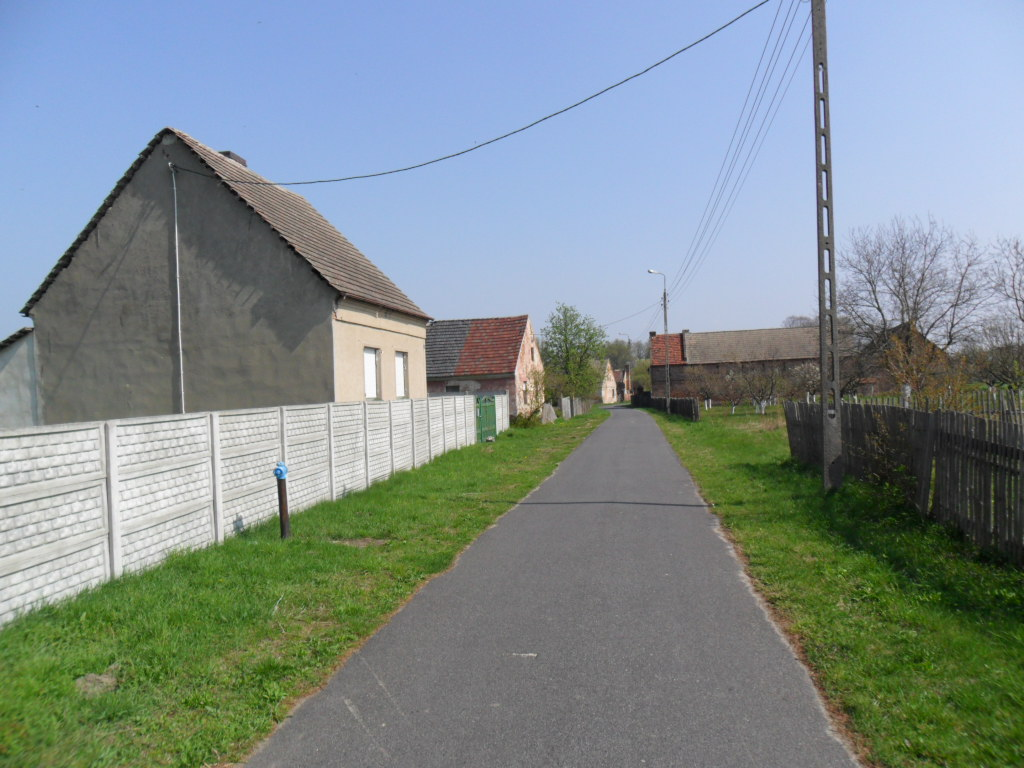
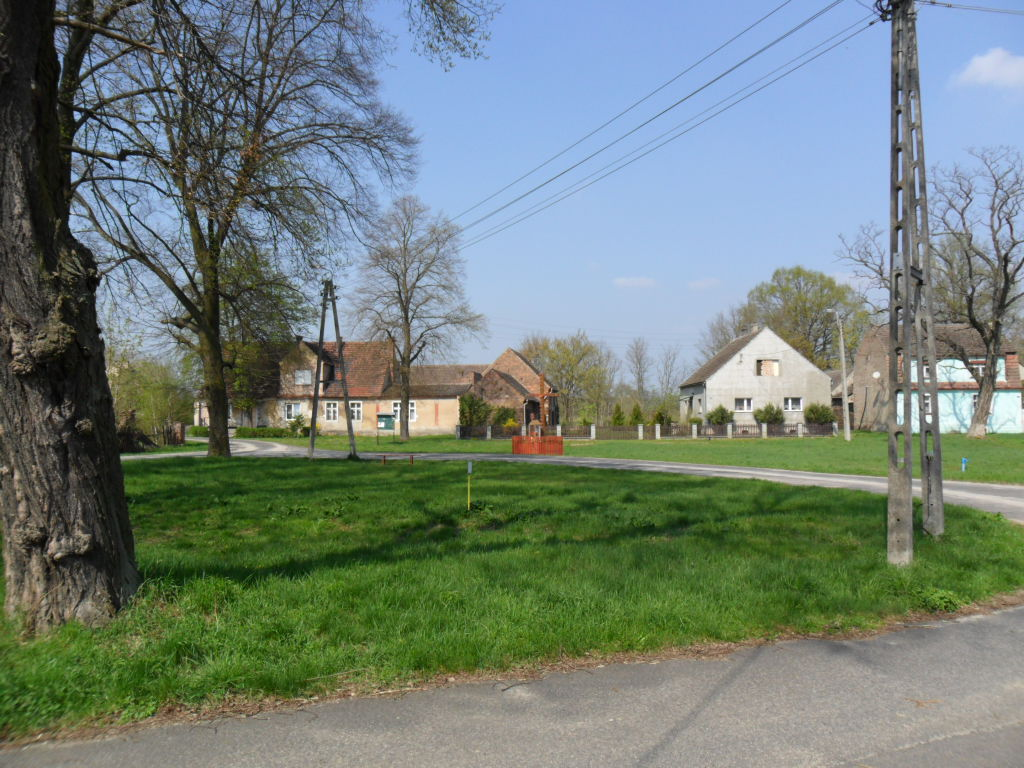